# Metzervisse
Metzervisse (fràncic lorenès Metzerwis) és un municipi francès situat al departament del Mosel·la i a la regió del Gran Est. L'any 2007 tenia 1.612 habitants.

## Demografia

### Població
El 2007 la població de fet de Metzervisse era de 1.612 persones. Hi havia 586 famílies, de les quals 104 eren unipersonals (54 homes vivint sols i 50 dones vivint soles), 178 parelles sense fills, 268 parelles amb fills i 36 famílies monoparentals amb fills.
La població ha evolucionat segons el següent gràfic:
Habitants censats

### Habitatges
El 2007 hi havia 636 habitatges, 595 eren l'habitatge principal de la família, 4 eren segones residències i 37 estaven desocupats. 520 eren cases i 111 eren apartaments. Dels 595 habitatges principals, 485 estaven ocupats pels seus propietaris, 95 estaven llogats i ocupats pels llogaters i 15 estaven cedits a títol gratuït; 7 tenien una cambra, 22 en tenien dues, 56 en tenien tres, 112 en tenien quatre i 397 en tenien cinc o més. 500 habitatges disposaven pel capbaix d'una plaça de pàrquing. A 188 habitatges hi havia un automòbil i a 362 n'hi havia dos o més.

### Piràmide de població
La piràmide de població per edats i sexe el 2009 era:
| Homes | Edats   | Dones |
| ----- | ------- | ----- |
| 0     | 95 o +  | 0     |
| 0     | 90 a 94 | 5     |
| 6     | 85 a 89 | 6     |
| 7     | 80 a 84 | 12    |
| 12    | 75 a 79 | 20    |
| 29    | 70 a 74 | 32    |
| 23    | 65 a 69 | 31    |
| 42    | 60 a 64 | 38    |
| 29    | 55 a 59 | 39    |
| 67    | 50 a 54 | 47    |
| 42    | 45 a 49 | 50    |
| 50    | 40 a 44 | 49    |
| 45    | 35 a 39 | 39    |
| 54    | 30 a 34 | 49    |
| 43    | 25 a 29 | 28    |
| 38    | 20 a 24 | 22    |
| 62    | 15 a 19 | 45    |
| 46    | 10 a 14 | 46    |
| 48    | 5 a 9   | 42    |
| 26    | 0 a 4   | 35    |

## Economia
El 2007 la població en edat de treballar era de 1.085 persones, 801 eren actives i 284 eren inactives. De les 801 persones actives 744 estaven ocupades (404 homes i 340 dones) i 57 estaven aturades (25 homes i 32 dones). De les 284 persones inactives 108 estaven jubilades, 95 estaven estudiant i 81 estaven classificades com a «altres inactius».

### Ingressos
El 2009 a Metzervisse hi havia 655 unitats fiscals que integraven 1.792,5 persones, la mediana anual d'ingressos fiscals per persona era de 19.924 €.

### Activitats econòmiques
Dels 63 establiments que hi havia el 2007, 2 eren d'empreses extractives, 1 d'una empresa alimentària, 7 d'empreses de fabricació d'altres productes industrials, 11 d'empreses de construcció, 9 d'empreses de comerç i reparació d'automòbils, 1 d'una empresa de transport, 2 d'empreses d'hostatgeria i restauració, 1 d'una empresa d'informació i comunicació, 4 d'empreses financeres, 2 d'empreses immobiliàries, 7 d'empreses de serveis, 11 d'entitats de l'administració pública i 5 d'empreses classificades com a «altres activitats de serveis».
Dels 17 establiments de servei als particulars que hi havia el 2009, 1 era una oficina d'administració d'Hisenda pública, 1 gendarmeria, 1 oficina de correu, 2 oficines bancàries, 1 taller de reparació d'automòbils i de material agrícola, 1 paleta, 1 guixaire pintor, 1 fusteria, 3 lampisteries, 2 electricistes, 1 empresa de construcció, 1 restaurant i 1 saló de bellesa.
Dels 2 establiments comercials que hi havia el 2009, 1 era una botiga de menys de 120 m² i 1 una sabateria.
L'any 2000 a Metzervisse hi havia 13 explotacions agrícoles que ocupaven un total de 684 hectàrees.

## Equipaments sanitaris i escolars
L'únic equipament sanitari que hi havia el 2009 era una farmàcia.
El 2009 hi havia 1 escola maternal i 1 escola elemental.

## Poblacions més properes
El següent diagrama mostra les poblacions més properes.